# 小木之城站
小木之城站（日语：／ Oginojō eki */?）是位於新潟縣三島郡出雲崎町大字小木，東日本旅客鐵道（JR東日本）的越後線車站。

## 歷史
此站是當地居民請願而開設的車站。
- 1958年（昭和33年）6月25日：車站啟用[1][2]。
- 1987年（昭和62年）4月1日：伴隨國鐵分割民營化，車站由東日本旅客鐵道（JR東日本）營運。

## 車站構造
本站是地面車站，設有1面1線的單式月台。車站旁豎立當時郵政大臣田中角榮揮毫的竣工紀念碑。

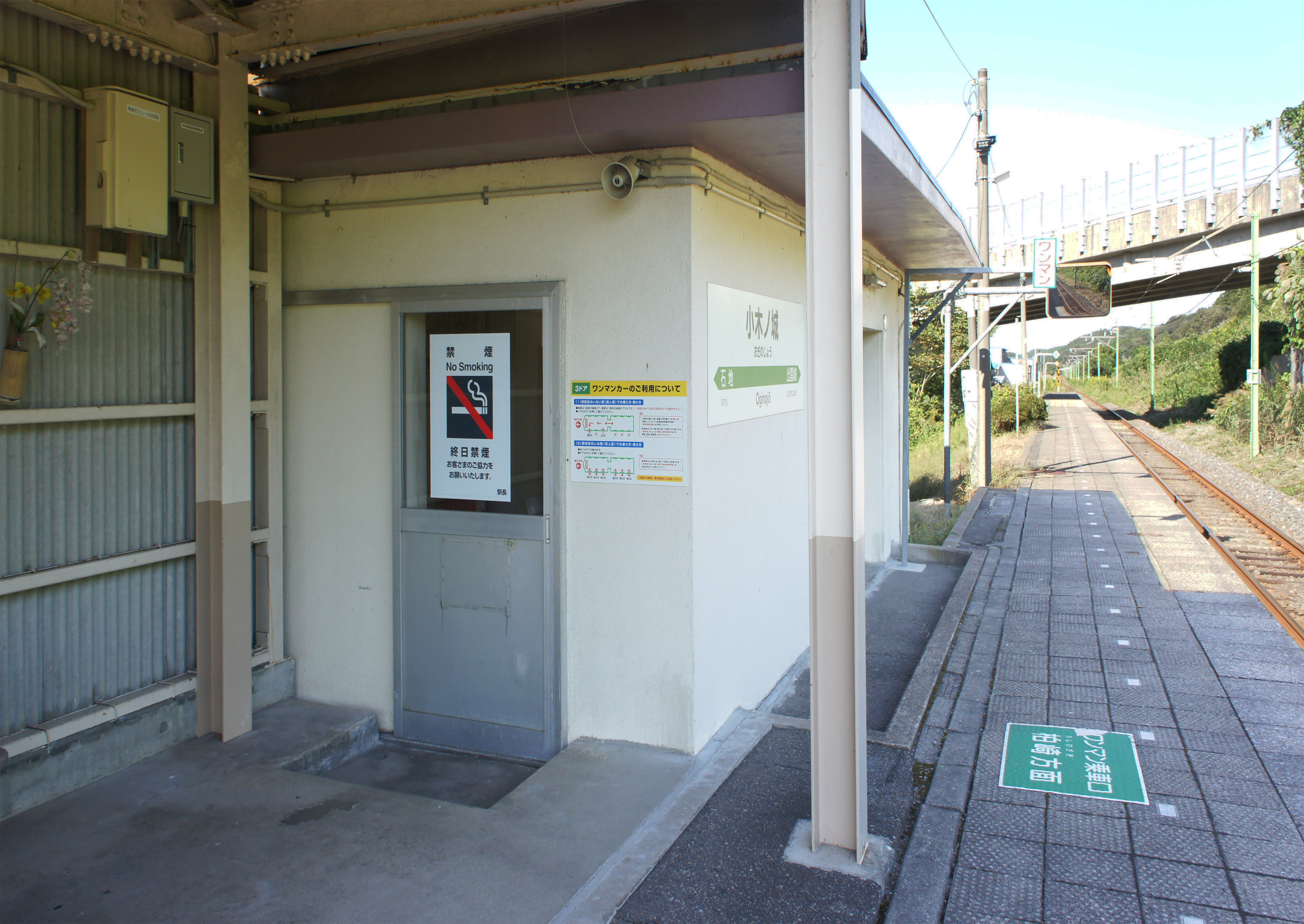
候車室(2021年9月)
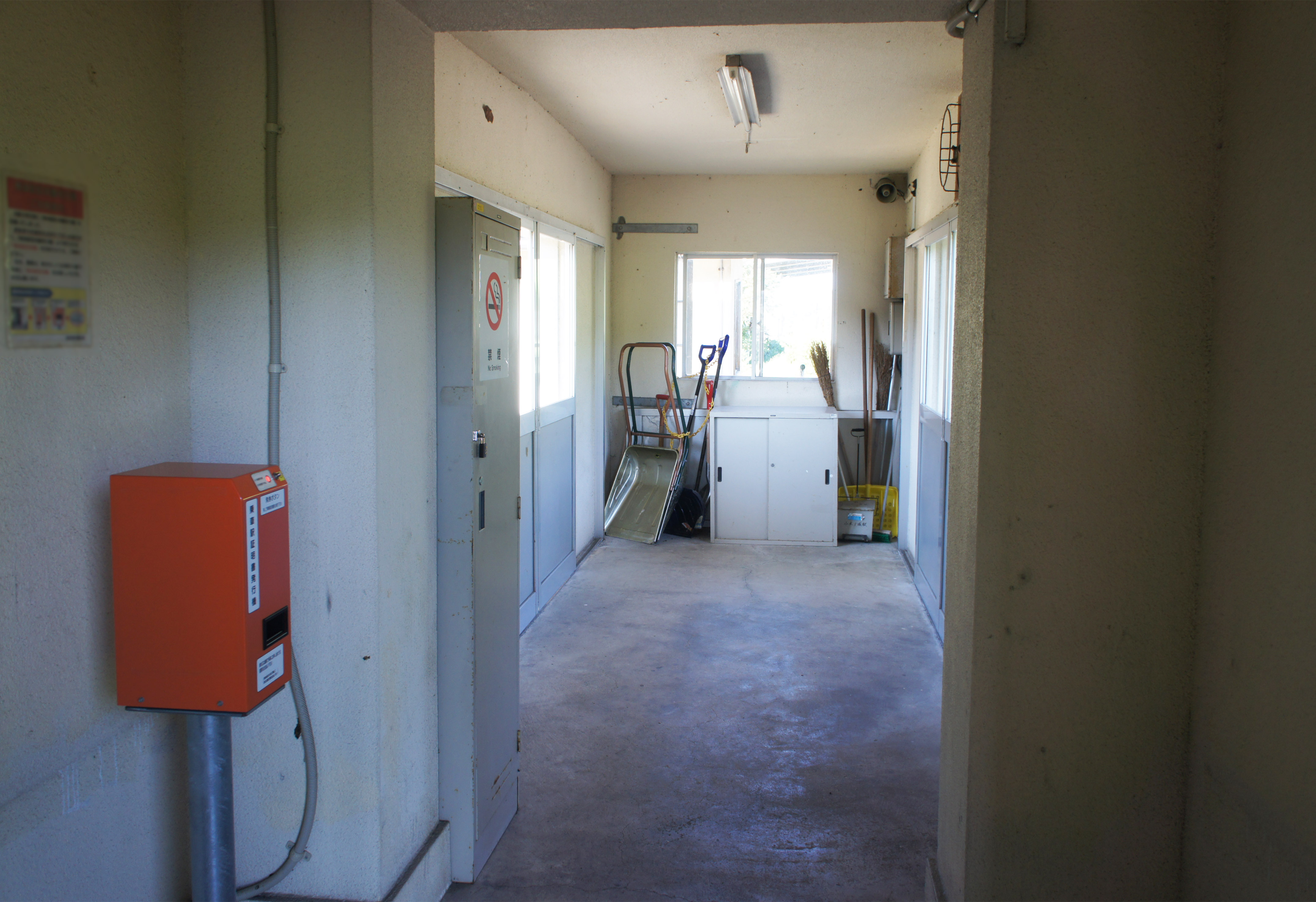
候車室内(2021年9月)
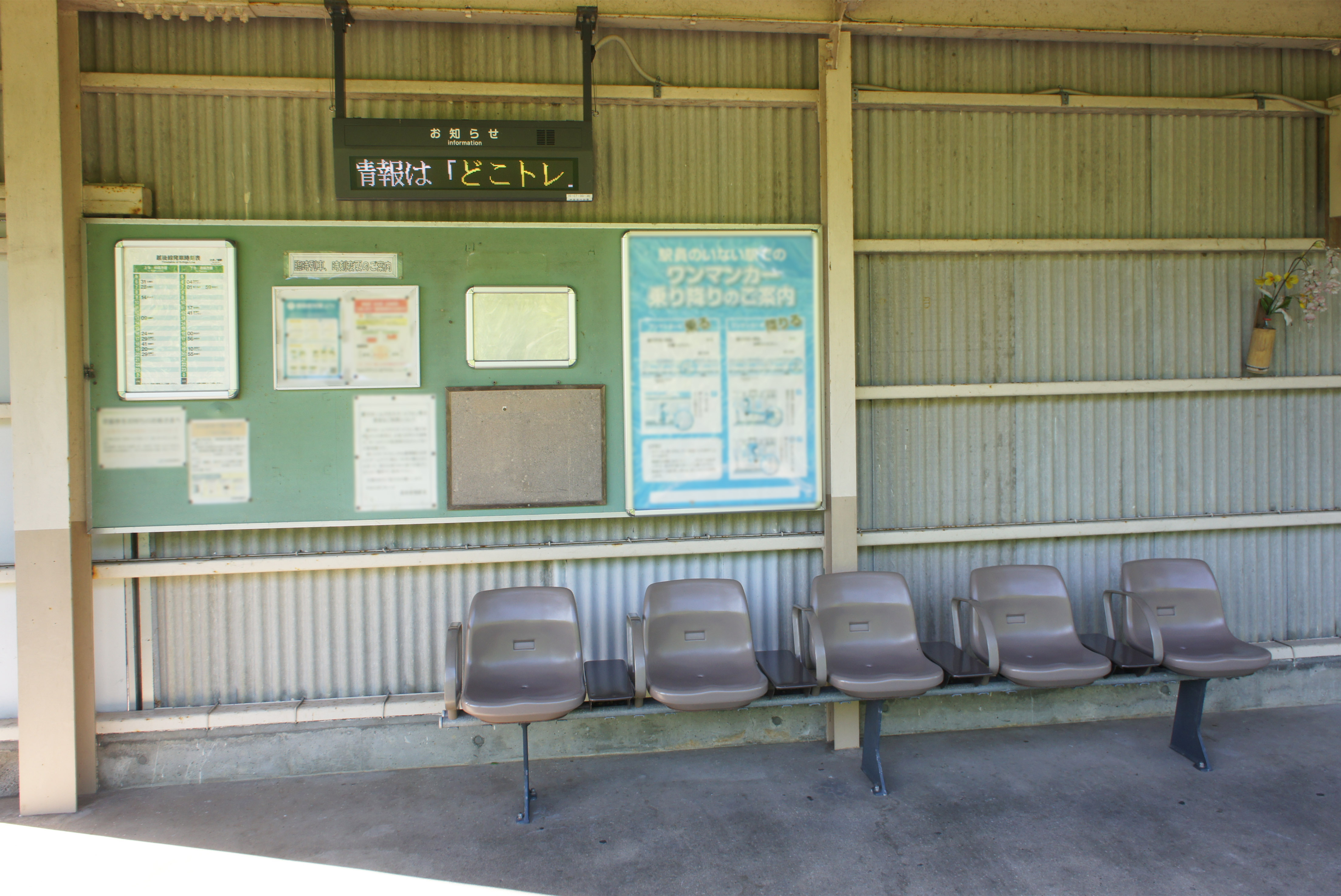
月台上的候車室(2021年9月)
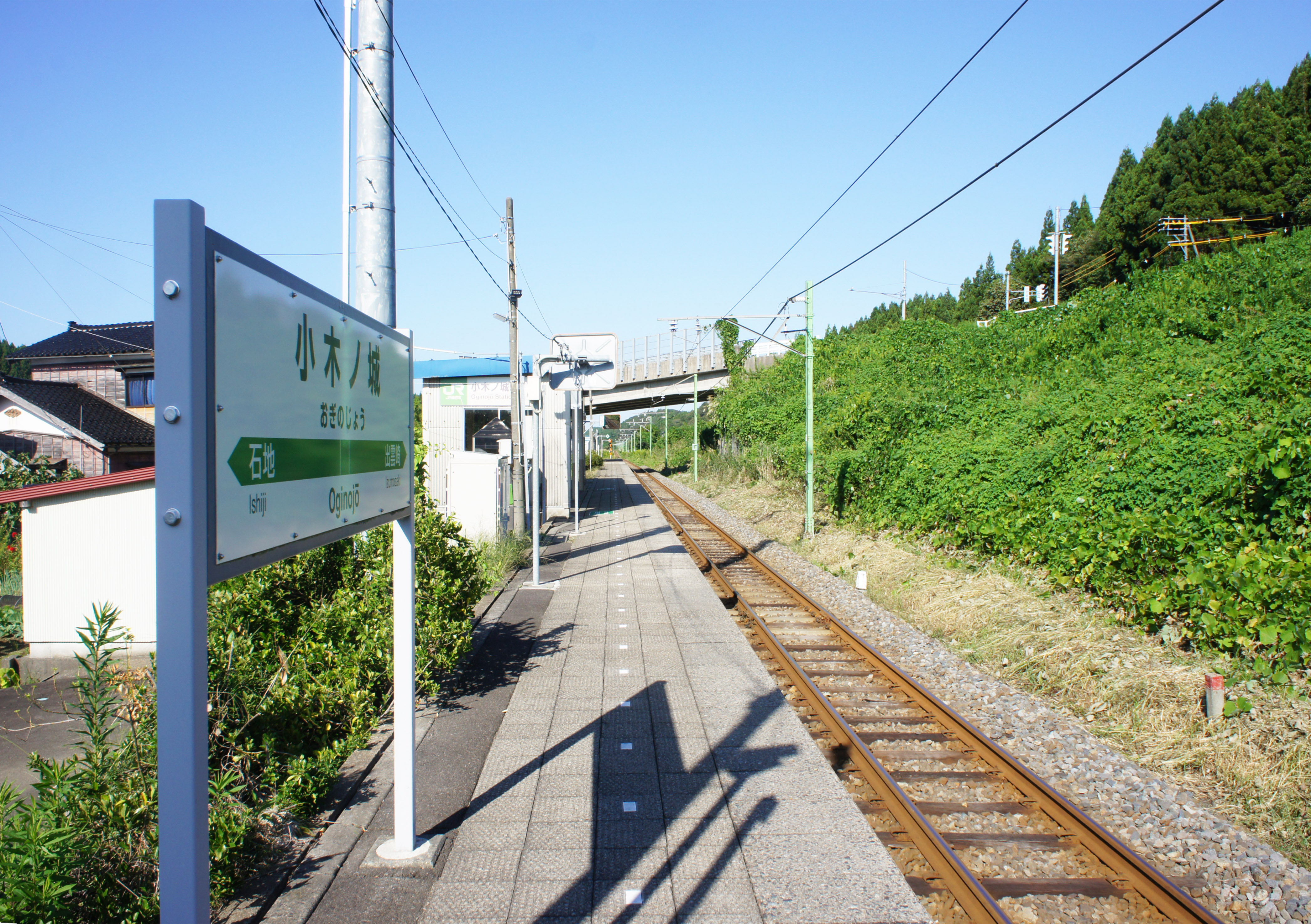
月台(2021年9月)

## 車站周邊
- 國道116號（日语：国道116号）（出雲崎繞道）[1]
- 小木之城址…車站名稱取自該處，距離車站4公里處[1][2]。

## 巴士路線
此外，在町內設有行走於町內所有地方的出雲崎町需求交通。

## 相鄰車站
東日本旅客鐵道（JR東日本）
■越後線
石地－小木之城－出雲崎

## 注腳
1. 1 2 3 4 5 6 7 8 9 10 11  . 週刊朝日百科. 21号 新潟駅・弥彦駅・津南駅ほか. 朝日新聞出版. 2012-12-30: 21 （日语）.
2. 1 2 3 4 5 6 7 8 9 10  鐵道友之會新潟分部（監修）. . 新潟日報事業社. 2015-06-30: 98. ISBN 978-4-86132-606-6.
3. ↑   (PDF). 出雲崎町デマンド交通「てまりん」. 出雲崎町.   [2020-09-04]. （原始内容存档 (PDF)于2020-10-13） （日语）.

## 外部連結
- 車站資訊（小木之城）：東日本旅客鐵道（日語）